# Luise Kummer
Luise Kummer (ur. 29 czerwca 1993 w Jenie) – niemiecka biathlonistka, podwójna mistrzyni świata juniorów z 2014 r.
W zawodach Pucharu Świata Kummer zadebiutowała pod koniec sezonu 2013/2014 w Oslo zajmując 82. miejsce w biegu sprinterskim. W pierwszych zawodach następnego sezonu zajęła 18. miejsce w biegu indywidualnym w Östersund. Tydzień później wspólnie z Franziską Hildebrand, Vanessą Hinz oraz Franziską Preuß wygrała w biegu sztafetowym. Niemki swoje osiągnięcie powtórzyły w Anterselvie w styczniu 2015 r. W składzie nastąpiła jedna zmiana. Zamiast Hinz wystąpiła Dahlmeier.

## Osiągnięcia

### Mistrzostwa Świata
| Rok  | Miejscowość | Konkurencje | Konkurencje | Konkurencje | Konkurencje | Konkurencje | Konkurencje | Konkurencje |
| Rok  | Miejscowość | IN          | SP          | PU          | MS          | RL          | MR          | SR          |
| ---- | ----------- | ----------- | ----------- | ----------- | ----------- | ----------- | ----------- | ----------- |
| 2015 | Kontiolahti | 25.         | ?.          | ?.          | ?.          | ?.          | 6.          | –           |

### Mistrzostwa Europy
| Rok  | Miejscowość          | Konkurencje | Konkurencje | Konkurencje | Konkurencje | Konkurencje | Konkurencje | Konkurencje |
| Rok  | Miejscowość          | IN          | SP          | PU          | MS          | RL          | MR          | SR          |
| ---- | -------------------- | ----------- | ----------- | ----------- | ----------- | ----------- | ----------- | ----------- |
| 2014 | Nové Město na Moravě | 5.          | 8.          | 5.          | nd.         | –           | nd.         | –           |

### Mistrzostwa świata juniorów
| Rok  | Miejscowość  | Konkurencje | Konkurencje | Konkurencje | Konkurencje | Konkurencje | Konkurencje | Konkurencje |
| Rok  | Miejscowość  | IN          | SP          | PU          | MS          | RL          | MR          | SR          |
| ---- | ------------ | ----------- | ----------- | ----------- | ----------- | ----------- | ----------- | ----------- |
| 2012 | Kontiolahti  | 19.         | 35.         | 25.         | nd.         | 5.          | nd.         | –           |
| 2013 | Obertilliach | 37.         | –           | –           | nd.         | –           | nd.         | –           |
| 2014 | Presque Isle | 1.          | 8.          | 2.          | nd.         | 1.          | nd.         | –           |